# Дьенг, Бамба
Шейк Амаду́ Бамба́ Дьенг (фр. Cheikh Ahmadou Bamba Dieng; родился 23 марта 2000, Диурбель, Сенегал) — сенегальский футболист, нападающий французского клуба «Лорьян» и сборной Сенегала.

## Клубная карьера
Родился в сенегальском городе Диурбель. В 2010 году стал заниматься в местной команде «АСК Сунер». 
В 2014 году начал играть за академию «Диамбарс». А уже в 2019 году провел сезон в основной команде и, забив 12 голов, стал лучшим бомбардиром чемпионата Сенегала в сезоне 2019/2020.
5 октября 2020 года французский клуб «Олимпик Марсель» объявил о подписании Дьенга. 10 февраля 2021 года он дебютировал в Кубке Франции, выйдя на замену на 81 минуте в матче против клуба «Осер» (2:0), и забил гол на второй компенсированной минуте второго тайма.
27 января 2023 года Бамба Дьенг подписал контракт с клубом «Лорьян».

## Карьера в сборной
11 ноября 2022 года был включён в официальную заявку сборной Сенегала для участия в матчах чемпионата мира 2022 года в Катаре. На турнире сыграл в матчах против сборных Нидерландов, Катара и Эквадора и отличился голом в ворота Катара.

## Достижения

### Командные достижения
Сборная Сенегала
- Обладатель Кубка африканских наций: 2021

### Индивидуальные достижения
- Автор лучшего гола года в Лиге 1: 2021/22[9]